# وثيقة جمال بن عمر
وثيقة جمال بن عمر أو وثيقة حل القضية الجنوبية

## نص الوثيقة
مخرجات اللجنة المصغرة لفريق القضية الجنوبية اتفاق حول حل عادل للقضية الجنوبية
24-12-2013

### I. معالجة الماضي
بناءً على قرار مجلس الأمن 2014 والقرار 2051 الذي يشير إلى أن عملية الانتقال تتطلب مشاركة وتعاون جميع الأطراف، بما في ذلك الجامعات التي لم تكن طرفاً في مبادرة مجلس التعاون الخليجي والآلية التنفيذية (اتفاق نقل السلطة الموقع في الرياض في نوفمبر 2011)، وعملاً باستخلاصات فريق عمل القضية الجنوبية التي تبنتها الجلسة العامة الثانية لمؤتمر الحوار الوطني الشامل وبالنظام الداخلي لمؤتمر الحوار، وبعد مناقشتنا جميع الرؤى والمقترحات منذ تاريخ 10 سبتمبر 2013، توصلنا - نحن المكونات السياسية والاجتماعية المشاركة في مؤتمر الحوار - إلى هذه الوثيقة التي تحقق أعلى قدر ممكن من التوافق، وفيها نلتزم حل القضية الجنوبية حلاً عادلاً في إطار دولة موحدة على أساس اتحادي وديمقراطية جديد وفق مبادئ دولة الحق والقانون والمواطنة المتساوية، وذلك عبر وضع هيكل وعقد اجتماعي جديدين يُرسيان وحدة الدولة الاتحادية الجديدة وسيادتها واستقلالها وسلامة أراضيها، وسوف تمثل هذه الدولة الاتحادية قطيعة كاملة مع تاريخ الصراعات والاضطهاد وإساءة استخدام السلطة والتحكم في الثروة.
وإذ نقدر مساهمات وتضحيات الحراك الجنوبي السلمي ونضال اليمنيين من أجل التغيير، نتطلع إلى بناء الدولة الاتحادية الجديدة مع اعتراف كامل بالأخطاء المؤلمة والمظالم التي ارتكبت في الجنوب، لذلك يتعين على الحكومة اليمنية معالجة هذه المظالم، بما فيها التطبيق الكامل للنقاط العشرين والإحدى عشرة، خلال فترة الانتقال إلى الدولة اليمنية الاتحادية، وهذا جزء أساسي من سعينا الجماعي إلى بناء يمن اتحادي جديد يجب معالجة مظالم الماضي تحديداً من دون تأخير ووفق جدول زمني يحدد في إطار متابعة تنفيذ مخرجات مؤتمر الحوار الوطني الشامل، ويجب توفير التمويل لالتزامات جبر الضرر، بما فيها إعادة الملكيات المصادرة واستعادة الملكيات المنهوبة وتعويض المتضررين، وضمان تنفيذ ذلك بشكل كامل وفق مبادئ العدالة الانتقالية ومن دون تمييز، من أجل التأسيس لمستقبل يتجاوز جميع مظالم الماضي ويحقق المصالحة الوطنية. ويجب إعطاء الأولوية القصوى للذين عانوا أكثر من سواهم عموماً، يجب الضمان للجنوب ألاً عودة إلى الماضي أو إلى إساءة استخدام السلطة والثروة، خصوصاً في ما يتعلق بالأمن والاستقرار والتنمية.
نلتزم جميعاً حلاً شاملاً وعادلاً للقضية الجنوبية يُرسي أسس دولة يمنية جديدة، ذات صفة اتحادية، مبنية على الإرادة الشعبية وضمان حُرية جميع أبناء وبنات شعبها ورفاههم، لتحقيق ذلك سوف نطبق المبادئ التالية:

### II. المبادئ
1. يُصاغ دستور جديد يقضي أن الإرادة الشعبية والمساواة والتزام أعلى المعايير الدولية لحقوق الإنسان أساس سلطة وشرعية الدولة الاتحادية على جميع المستويات، وفق ما تقتضيه الديمقراطية التمثيلية والتشاركية والتداولية لضمان التعددية السياسية والتداول السلمي للسلطة.
2. الشعب في اليمن حر في تقرير مكانته السياسية وحر في السعي السلمي إلى تحقيق نموه الاقتصادي والاجتماعي والثقافي عبر مؤسسات الحكم على كل مستوى، وفق ما ينص عليه العهد الدولي للحقوق المدنية والسياسية والعهد الدولي للحقوق الاقتصادية والاجتماعية والثقافية اللذان وقعهما اليمن وصادق عليهما.
3. تُناط بكل مستوى من مستويات الحكم السلطات والمهام والمسؤوليات بشكل حصري أو تشاركي، لخدمة المواطنين بالطريقة الأفضل والأقرب لدى كل مستوى من مستويات الحكم؛ سلطات وموارد كافية لأداء مهامه بفاعلية، ويتحمل حصة عادلة من المسؤوليات المشتركة.
4. يحدد الدستور في الدولة الاتحادية توزيع السلطات والمسؤوليات بوضوح، ولا تتدخل السلطة المركزية في صلاحيات السلطات التنفيذية والتشريعية والقضائية والإدارية لمستويات الحكم الأخرى في نطاق مسؤولياتها الحصرية، إلا في ظروف استثنائية ينص عليها الدستور والقانون، بهدف ضمان الأمن الجماعي والمعايير المشتركة الرئيسة أو لحماية سلطة إقليمية من تدخل سلطة أخرى.
5. تكون السلطات غير المُسندة إلى السلطة الاتحادية من صلاحية مستويات أخرى من الحكم، وفق ما ينص عليه الدستور الاتحادي، وتفصل الهيئة القضائية المختصة، التي ينص عليها الدستور الاتحادي، في أي تنازع حول اختصاصات الحكومة المركزية والأقاليم والولايات.
6. يكون لكل إقليم دور قيادي في مجال تنميته الاقتصادية الإقليمية، ويضمن النظام الاتحادي مستوى مقبولاً لحياة كريمة لجميع أبناء الشعب وتوزيعاً عادلاً للثروة الوطنية.
7. يتمتع كل مستوى من مستويات الحكم، المركز والإقليم والولاية، بسلطة تنفيذية وتشريعية وإدارية ومالية مستقلة يحددها الدستور، بما فيها سلطة مناسبة لجباية الضرائب.
8. الموارد الطبيعية ملك الشعب في اليمن، تكون إدارة وتنمية الموارد الطبيعية، منها النفط والغاز، وبما فيها منح عقود الاستكشاف والتطوير، من مسؤولية السلطات في الولايات المنتجة بالتشارك مع السلطات في الإقليم والسلطة الاتحادية، وفق ما ينص عليه قانون اتحادي، وبموجب القانون نفسه يكون تنظيم عقود الخدمات المحلية من مسؤولية السلطات في الولاية المنتجة حصراً. وتراعى في كل ما سبق المصلحة الوطنية العليا لضمان إدارة الموارد الطبيعية بشفافية وكفاءة وفاعلية واستدامة، وبموجب القانون نفسه تؤسس هيئة وطنية مستقلة تضم جميع السلطات المعنية على مستوى الإقليم والولاية والحكومة الاتحادية مهمتها تطوير السياسات العامة وتمكين الولايات والأقاليم المنتجة بإدارة الموارد الطبيعية بكفاءة يحدد قانون اتحادي، يصاغ بالتشاور مع الأقاليم والولايات، معايير ومعادلة لتوزيع عائدات الموارد الطبيعية، بما فيها النفط والغاز، بطريقة شفافة وعادلة لجميع أبناء الشعب في اليمن، مع مراعاة حاجات الولايات المنتجة بشكل خاص وتخصيص نسبة من العائدات للحكومة الاتحادية.
9. خلال الدورة الانتخابية الأولى بعد تبني الدستور الاتحادي يمثل الجنوب بنسبة خمسين في المائة في كافة الهياكل القيادية في الهيئات التنفيذية والتشريعية والقضائية، بما فيها الجيش والأمن، التي يتم التعيين فيها بموجب قرارات يصدرها رئيس الجمهورية أو رئيس الوزراء، ويمثل الجنوب كذلك بنسبة خمسين في المائة في مجلس النواب، ويجب معالجة عدم المساواة في الخدمة المدنية والقوات المسلحة والأمن على المستوى المركزي عبر قوانين ومؤسسات، وبما يضمن إلغاء التمييز وتكافؤ الفرص لجميع اليمنيين، ومن أجل معالجة تفاوت التمثيل في التوظيف يكون للجنوبيين أولوية في شغل الوظائف الشاغرة والتأهيل والتدريب في الخدمة المدنية والقوات المسلحة والأمن، ويجب أن تحترم التعيينات متطلبات الخدمة المدنية المتعلقة بالمهارات والمؤهلات، ولا يحق صرف أي موظف بشكل تعسفي.
لما بعد الدورة الانتخابية الأولى، ينص الدستور الاتحادي على آليات تنفيذية وقضائية وبرلمانية من أجل حماية المصالح الحيوية للجنوب، قد تتضمن هذه الآليات حقوق نقض أو تصويت خاصة حول قضايا تتعلق بالمصالح الحيوية للجنوب، وتمثيلاً خاصاً يقوم على معادلة المساحة والسكان، وعدم إمكان إجراء تعديل في الدستور يخص الجنوب أو يغير شكل الدولة إلا عبر ضمان موافقة أغلبية ممثلي الجنوب في مجلس النواب، إضافة إلى ترتيبات لتحقيق التشاركية في السلطة تحدد في الدستور الاتحادي.
10. ينص الدستور الاتحادي على ضرورة تفعيل جميع الحكومات ومؤسسات الدولة في دولة اليمن الاتحادية مبدأ المساواة، عبر سن تشريعات وإجراءات تتضمن اتخاذ خطوات فعلية لتحقيق تمثيل للنساء لا تقل نسبته عن ثلاثين في المائة في الهياكل القيادية والهيئات المنتخبة والخدمة المدنية.
11. ينتمي جميع أبناء الشعب في اليمن، مهما كان موطنهم الإقليمي، إلى جنسية وطنية مشتركة، ولكل مواطن يمني، من دون تمييز حق الإقامة والتملك والتجارة والعمل أو أي مساعٍ شخصية قانونية أخرى، في أي ولاية أو إقليم من الدولة الاتحادية.

### III. تحديد الأقاليم
يشكل رئيس الجمهورية رئيس مؤتمر الحوار الوطني الشامل،لجنة برئاسته بتفويض من مؤتمر الحوار الوطني لتحديد عدد الاقاليم، ويكون قرارها نافذا
تدرس اللجنة خيار ستة أقاليم - أربعة في الشمال واثنان في الجنوب، وأي خيار ما بين هذين الخيارين يحقق التوافق

### IV. ترتيبات بناء دولة اليمن الاتحادية الجديدة
تبدأ مرحلة بناء دول اليمن الاتحادية بتبنِي الدستور، وتتبع جدولاً زمنياً وتنتهي في فترة يحددها الدستور ويتطلب الانتقال الكامل والفاعل إلى دولة اليمن الاتحادية الجديدة، وفق الرؤية أعلاه، بناء القدرات في كل ولاية وإقليم وإنشاء مؤسسات جديدة وسن تشريعات وقوانين، إضافة إلى تبنِي إصلاحات تشمل الملف الحقوقي للجنوب وضمان التنفيذ الكامل للنقاط العشرين والإحدى عشرة وإنشاء صندوق ائتماني للجنوب.
بناءً عليه، يستوجب الاستثمار وبذل جهود مستمرة لتوفير وتطوير الموارد البشرية والمالية اللازمة لحوكمة مسؤولة تخدم الأهداف المُشار إليها بفاعلية وكفاءة، وتكون الأولوية لتحسين إمكانات كل ولاية وإقليم وتعزيز مسؤوليات مسؤوليها المنتخبين ونقل السلطات بشكل مناسب لتحقيق ذلك، ينص الدستور على تأسيس هيئة لمراقبة التطبيق الكامل لهذه المرحلة، وتضع الهيئة خطة عمل لهذه الغاية، وتعمل بشفافية، على أن يوفر لها تمويل وإمكانات وافية لتطبيق المهام الآتية:
1. وضع جدول زمني لتطبيق ترتيبات بناء الدولة الاتحادية.
2. مراقبة تنفيذ المخرجات والجداول الزمنية والمعايير التي تتضمنها خطة العمل.
3. تقديم النصح للحكومة حول برنامج بناء القدرات ومراقبته.
4. تقديم توصيات إلى السلطات المعنية وفق الحاجة.
5. نشر تقارير علنية حول تقدم عملية التطبيق كل ستة أشهر على الأقل.
تحل الهيئة في نهاية هذه المرحلة إلا إذا نص الدستور خلاف ذلك.

### V. دور المجتمع الدولي
نطلب من المجتمع الدولي دعم تنفيذ مخرجات مؤتمر الحوار الوطني والعملية الانتقالية في اليمن، خصوصاً مجلس التعاون لدول الخليج العربية وجامعة الدول العربية والاتحاد الأوروبي والأمم المتحدة ومجموعة أصدقاء اليمن وباقي الدول والمنظمات الداعمة.
نطلب من أمين عام الأمم المتحدة مواصلة المساعي الحميدة وفق قراري مجلس الأمن 2014، 2051.
ونطلب من مجلس الأمن عبر الأمين العام دعم الجهود اليمنية لتطبيق مخرجات مؤتمر الحوار الوطني الشامل ومراقبة تقدم العملية الانتقالية، خصوصاً تطبيق هذا الاتفاق، ونطلب كذلك استمرار مساعدة الأمم المتحدة، بما فيها تنسيق جهود المجتمع الدولي، لدعم بناء دولة اليمن الاتحادية الجديدة.
نطلب من مجلس الأمن ومجلس التعاون لدول الخليج العربية تبني قرارات تدعم هذا الاتفاق.

### VI. التزام رسمي
يعلن الموقِعون أدناه إيمانهم وثقتهم الكاملين في أن هذا الاتفاق يتضمن تسوية عادلة وانعكاساً دقيقاً لفهمنا المشترك، نعتقد أن هذا الاتفاق يصب في مصلحة الشعب اليمني، وعليه تلزم احترام ودعم هذا الاتفاق بحسن نية ونظرة مستقبلية، بهدف بناء دولة اليمن الاتحادية الديموقراطية الجديدة والحفاظ على وحدتها وسيادتها واستقلالها وسلامة أراضيها.

## الموقعون منذ البداية
1- أحمد عبيد مبارك بن دغر المؤتمر الشعبي العام
2- أحمد محمد يحيى الكحلاني المؤتمر الشعبي العام
3- محمد محمد قحطان قائد حزب التجمع اليمني للإصلاح
4- علي حسين عثمان عشال حزب التجمع اليمني للإصلاح
5- قادري أحمد حيدر قاسم الحزب الاشتراكي اليمني
6- محمود عبد القادر عبد الله الجنيد أنصار الله (الحوثيون)
7- عبد الله نعمان محمد القدسي التنظيم الوحدوي الشعبي الناصري
8- نادية عبدالله الأخرم (الشباب)
9- إبراهيم مالك شجاع الدين منظمات المجتمع المدني
10- محمد علي عبد الله أبو لحوم حزب العدالة والبناء
11- عبد الرحمن عمر السقاف الحراك الجنوبي السلمي
12-خالد باراس الحراك الجنوبي السلمي
13- محمد سالم الشدادي الحراك الجنوبي السلمي
14- رياض ياسين عبد الله الحراك الجنوبي السلمي
15- علي شلمة العوضي الحراك الجنوبي السلمي
16- مقبل لكرش الحراك الجنوبي السلمي
17- غالب مطلق مسعد الحراك الجنوبي السلمي
تم في صنعاء بتاريخ 24 ديسمبر 2013